# 任兆炯
任兆炯（？—？），山东聊城人，清朝政治人物。
任兆炯曾于1785年接替周云翮任南汇县知县一职，1787年由冯时基接任。嘉庆初年升苏州府知府。嘉庆四年（1799年）因亏空革职。